# 皮爾斯·布朗
皮爾斯·布朗（Pierce Brown，1988年1月28日—）是美國科幻小說作家，以紅色革命三部曲（Red Rising）聞名於世。

## 生平
皮爾斯·布朗在七個不同的州長大。他的母親科琳·布朗是費舍爾通訊（Fisher Communications）總裁兼首席執行官、美國服裝公司董事會主席。他的父親蓋伊·布朗當地銀行家。
皮爾斯·布朗從佩珀代因大學學習政治學和經濟學。畢業後，他曾在各種政治和高科技公司工作。

## 著作
- 《紅色覺醒》（Red Rising）
- 《紅色覺醒2：金色同盟》（Golden Son）
- 《紅色覺醒3：銀色新生》（Morning Star）

IRON GOLD

## 外部連結
- 皮爾斯·布朗的X（前Twitter）
- 網路推理小說資料庫上的Pierce Brown